# Faro de La Mola
El Faro de La Mola o también Faro de Formentera es un faro situado en la punta oriental de la isla de Formentera, Islas Baleares, España.

## Historia
Durante su construcción, la mala calidad de la piedra utilizada motivó el cambio de la misma y un incremento en el presuspuesto de su construccíón. Finalmente fue inaugurado el 30 de noviembre de 1861. El primer aparato luminoso consistía en una óptica catadióptrica fija de 2º orden y una lámpara moderadora de aceite tipo Degrand. 
En 1928 se instaló una óptica de rotación de doce paneles catadióptricos procedente del Faro de Formentor, y que hoy todavía presta servicio, pasando a tener su apariencia luminosa actual. Se retiraron también los antiguos mecheros de mechas concéntricas para instalar un sistema de alumbrado por incandescencia de vapor de petróleo, tipo Chance de 85 m/m. 
En 1970 fue electrificado, utilizando para el alumbrado una lámpara trifásica eléctrica de 3.000 w y dos grupos electrógenos como sistema de emergencia. Su linterna poligonal de doce lados, es la única de este tipo que permanece hoy en día operativa en el archipiélago.
La parte baja del faro y la fachada se rehabilitaron en 2019. Ese año también se inauguró un museo en el interior del edificio.

## Características
El faro emite un destello de luz blanca en un ciclo de 5 segundos. Es visible en el rango entre 150° y 050°. En el resto está oscurecido por dar a la propia isla de Formentera.
Está situado en la cima más alta de Formentera, en un acantilado de 158 metros.

## Museo del faro de la Mola
El 1 de julio de 2019 el faro abrió sus puertas a los visitantes, reconvertido en un espacio cultural y educativo, donde se detalla a través de paneles informativos y objetos qué significan los faros para una isla, información sobre la historia de Formentera y también sobre el patrimonio marítimo de la isla. 
El museo está gestionado por el Consejo Insular de Formentera tras un convenio con la Autoridad Portuaria de Baleares. El proyecto museográfico tuvo un coste de cerca de 136 000 euros, sumados a los cerca de 800 000 euros invertidos en la rehabilitación del faro.